# Pirítous

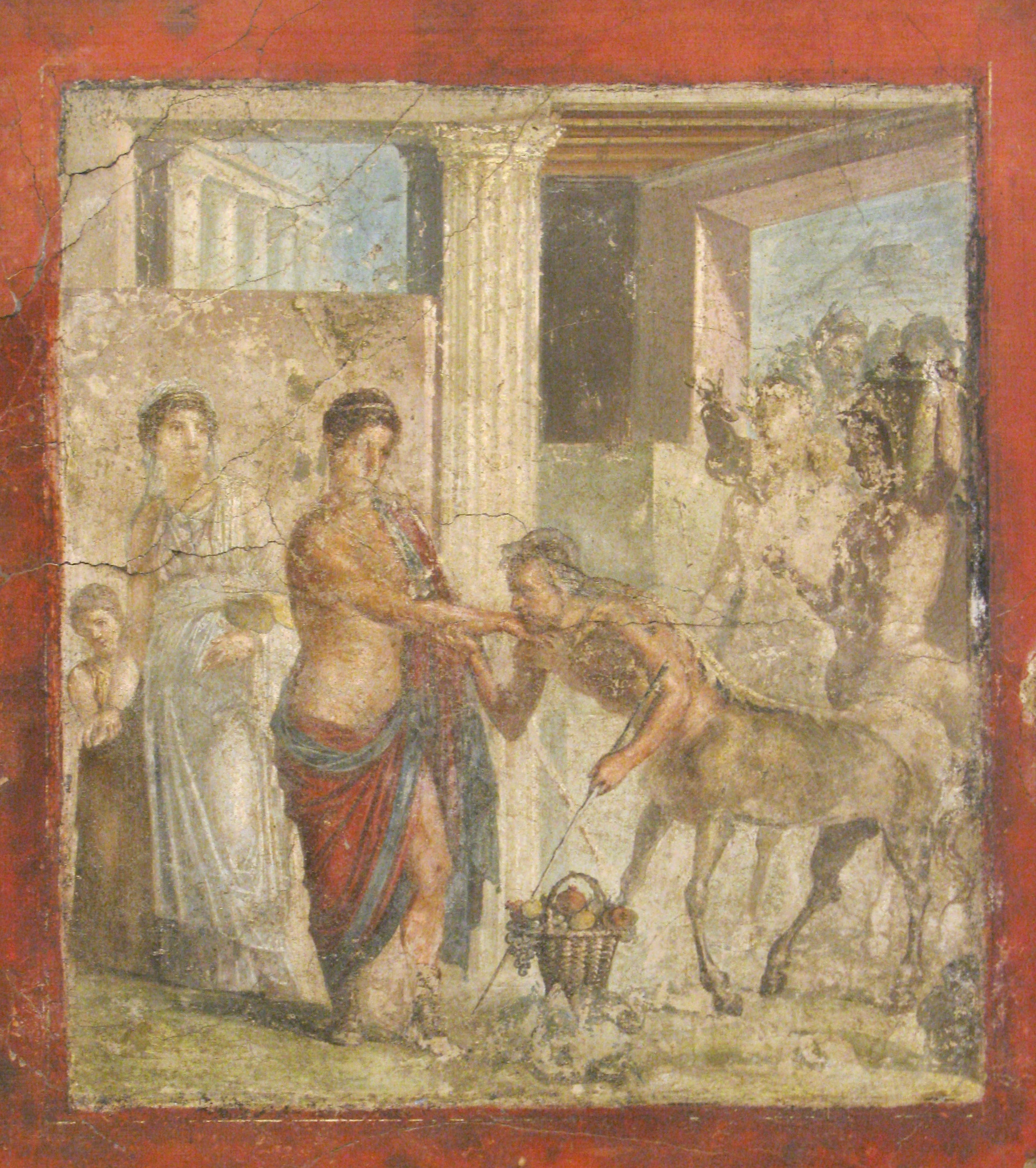
Pirítous i Hipodamia rebent els centaures. Fresc de Pompeia

D'acord amb la mitologia grega, Pirítous (en grec antic Πειρίθοος, Peirithoos), va ser un rei dels làpites, fill d'Ixíon. A la Ilíada apareix com a fill de Zeus.
Va participar en la cacera del senglar de Calidó.
Havent concertat les seues noces amb Hipodamia, filla de Butes, el fill de Bòreas, (o de vegades filla d'Adrast i d'Amfítea). Pirítous convidà a les festes tots els seus amics, i també els centaures, que eren parents d'Hipodamia, i que habitaven el país veí. De fet, els centaures eren germanastres de Pirítous, per ser fill d'Ixíon. Però els centaures, excitats per la beguda, van intentar raptar la núvia i les dones làpites, i això va desencadenar una dura lluita que, gràcies a la intervenció dels herois convidats per Pirítous, va poder acabar amb la victòria dels humans. Força sovint s'explica que Teseu va participar en aquesta batalla memorable i va ser des d'aquell moment, amic de Pirítous.
Del matrimoni de Pirítous i Hipodamia nasqué un fill, Polipetes, que acompanyà més endavant Leonteu a la guerra de Troia, amb un contingent de quaranta naus, segons el Catàleg de les naus, a la Ilíada.
Va lluitar amb Teseu per la possessió d'un ramat, però el combat no es va resoldre a favor de ningú i, des d'aquell dia, es feu amic de l'heroi. Teseu i Pirítous s'havien jurat donar-se mútuament per esposa una filla de Zeus i així planejà amb Teseu el rapte d'Helena, i hi reeixiren. Animat per aquesta aventura li va proposar de baixar als inferns per raptar Persèfone, la dona d'Hades, que era filla de Zeus i de Demèter. Van aconseguir entrar als inferns, però Hades els va sorprendre al sortir i els feu encadenar a les portes del seu reialme. Quan Hèracles va baixar als inferns, va alliberar Teseu, però en acostar-se a Pirítous la terra es posà a tremolar i Hèracles, comprenent que els déus no volien deixar anar al culpable, hagué d'abandonar-lo a la seua sort.